# Idioma xavante
La lengua xavante (portugués xavánte, autónimo a’uwẽ o akwén) es una lengua hablada en alrededor de 170 municipios en el área este del Mato Grosso, en Brasil.

## Descripción lingüística
El idioma xavante cuenta con 13 vocales (9 orales y 4 nasales) y 13 consonantes, su organización gramatical, su interesante vocabulario y su morfología.

### Fonética y fonología
El inventario vocálico del xavante viene dado por:
|         | Anterior | Central | Posterior |
| ------- | -------- | ------- | --------- |
| Cerrada | i, ĩ     | ɨ       | u         |
| Media   | e        | ə       | o         |
| Abierta | ɛ, ɛ̃     | a, ã    | ɔ, ɔ̃      |

Los sonidos o alófonos consonánticos de esta lengua son:
|             | Labial | Labial | Apical | Apical | Velar | Glotal |
| ----------- | ------ | ------ | ------ | ------ | ----- | ------ |
| Oclusiva    | p      | b      | t      | d      |       | ʔ      |
| Nasal       | m      | m      | n      | n      | ŋ     |        |
| Fricativa   |        |        | s      | z      |       | h      |
| Vibrante    |        |        | ɾ      | ɾ      |       |        |
| Aproximante | w      | w      |        |        |       |        |

McLeod, que trabajó sobre una variedad diferente, a partir de los sonidos del Xavante analiza las oclusivas sonoras y las nasales como alófonos del mismo fonema y da, en el siguiente cuadro de fonemas
|                 | labial | dental | al.-pal. | velar | glotal |
| --------------- | ------ | ------ | -------- | ----- | ------ |
| oclusiva sorda  | /p/    | /t/    | /ʧ/      |       | /ʔ/    |
| oclusiva sonora | /b/    | /d/    | /ʤ/      |       |        |
| no-oclusiva     | /w/    | /ɾ/    |          |       | /h/    |